# گذرنامه سری‌لانکایی

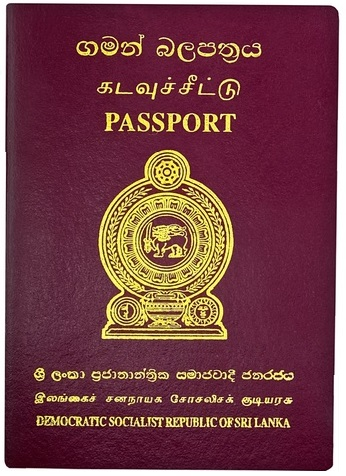
نمایی از یک‌نسخه گذرنامهٔ سری‌لانکایی در سال ۲۰۱۴

گذرنامهٔ سری‌لانکایی یک مدرک سفر بین‌المللی است که توسط کشور سری‌لانکا صادر می‌شود و بنا بر داده‌های سال ۲۰۲۳، دارندگان آن می‌توانستند به ۴۰ کشور دیگر بدون دریافت ویزا سفر کنند یا ویزا را در بدو ورود دریافت نمایند. این گذرنامه بر اساس رتبه‌بندی شاخص گذرنامهٔ هنلی در سال ۲۰۲۳ در رتبهٔ ۱۰۲ قرار داشت.